# Chirton
Chirton – wieś w Anglii, w hrabstwie Wiltshire. Leży 29 km na północ od miasta Salisbury i 125 km na zachód od Londynu.